# Matteo Zocarini

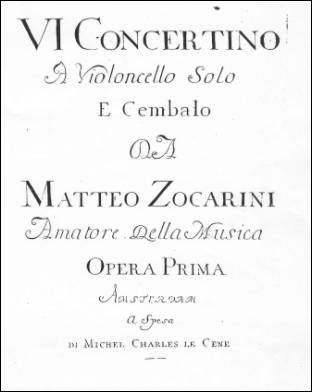
Voorkant oorspronkelijke druk van Zocarini 's 6 Concertino's

Matteo Zocarini was een 18e-eeuwse componist, en de vaste cellist van de componist Antonio Vivaldi. Hij heeft werken geschreven voor de violoncello en de klavecimbel. De combinatie van violoncello en klavecimbel wordt in de muziekwereld aangeduid met de term Basso Continuo.
Het enige bewijs van Zocarini's bestaan zijn 6 Concertini's voor de Basso Continuo. Dit zijn de enige werken die van hem bekend zijn. De zes concertini's werden rond 1740 gedrukt bij de Amsterdamse muziekuitgever Estienne Roger, die onder andere de Italiaanse componist Arcangelo Corelli onder contract had. 
Er bestaat een mogelijkheid dat Zocarini in Parijs heeft gespeeld in 1737 onder de naam Zuccarini. Hierover bestaat ook weer geen zekerheid en dat geldt ook voor het verhaal dat zijn naam in Milaan is genoemd.
Zocarini omschrijft zichzelf op het voorblad van zijn bladmuziek als een Amatore Della Musica. De aandacht in zijn stukken gaat naar de cellist. De cellist heeft de solo's en de versnelde stukken. De muziek laat zich het beste omschrijven als "tot de verbeelding sprekend" en "elegant melodieus". De sfeer die de muziek oproept is te vergelijken met Bachs Italiaanse concert. Het werk wordt nog geregeld uitgevoerd.